# رودی تامجاناوچ
رودی تامجاناوچ (انگلیسی: Rudy Tomjanovich؛ زاده ۲۴ نوامبر ۱۹۴۸) یک بازیکن بسکتبال است.